# وليد السلام
وليد السلام (من مواليد 15 يوليو 1926 في بغداد، العراق، توفي في 14 أبريل 1996 في إدمونتون، كندا) هو عالم رياضيات قدم شروحات : متعددة الحدود السلام-شيارة (Al-Salam–Chihara polynomials)، متعددة الحدود السلام-كارليتز (Al-Salam–Carlitz polynomials)، متعددة الحدود كونيوسر (q-Konhauser polynomials)، متعددة الحدود السلام-إسماعيل (Al-Salam–Ismail polynomials). وكان أستاذا فخريا في جامعة ألبرتا.
حصل على درجة البكالوريوس في الفيزياء الهندسية سنة (1950)، وماجستير في الرياضيات سنة (1951) من جامعة جامعة كاليفورنيا (بركلي). أكمل دراسته في جامعة ديوك، وتلقى الدكتوراه عن أطروحته حول متعددة الحدود بسل (Bessel polynomials) سنة (1958).

## روابط خارجية
- Waleed Al-Salam 1926-1996
- وليد السلام على موقع مشروع إحصاء علماء الرياضيات